# Вощажниковское сельское поселение
Вощажниковское сельское поселение — муниципальное образование в Борисоглебском районе Ярославской области. Административный центр — село Вощажниково.

## История
Вощажниковское сельское поселение образовано 1 января 2005 года в соответствии с законом Ярославской области № 65-з от 21 декабря 2004 года «О наименованиях, границах и статусе муниципальных образований Ярославской области». Границы Вощажниковского сельского поселения установлены в административных границах Вощажниковского, Неверковского и Раменского сельских округов.

## Население
| 2007  | 2010  | 2011  | 2012  | 2013  | 2014  | 2015  |
| ----- | ----- | ----- | ----- | ----- | ----- | ----- |
| 1713  | ↗2067 | ↗2069 | ↗2096 | ↗2118 | ↘2095 | ↘2094 |
| 2016  | 2017  | 2018  | 2019  | 2020  | 2021  |       |
| ↘2052 | ↘1927 | ↗1986 | ↗2031 | ↘2005 | ↗2107 |       |

## Состав сельского поселения
В состав поселения входят 3 сельских округа: Вощажниковский, Неверковский и Раменский, объединяющие 62 населённых пункта. 
| №  | Населённый пункт | Тип населённого пункта       | Население | Сельский округ |
| -- | ---------------- | ---------------------------- | --------- | -------------- |
| 1  | Аверково         | деревня                      | →2        | Раменский      |
| 2  | Аксеньково       | деревня                      | ↘0        | Раменский      |
| 3  | Андрейцево       | деревня                      | →0        | Неверковский   |
| 4  | Архипово         | деревня                      | ↘4        | Вощажниковский |
| 5  | Бережки          | деревня                      | →0        | Неверковский   |
| 6  | Борисовское      | село                         | →0        | Раменский      |
| 7  | Буйкино          | деревня                      | ↘0        | Неверковский   |
| 8  | Бурмакино        | деревня                      | →0        | Вощажниковский |
| 9  | Веска            | село                         | ↘18       | Вощажниковский |
| 10 | Внуково          | село                         | →0        | Вощажниковский |
| 11 | Вощажниково      | село, административный центр | ↘585      | Вощажниковский |
| 12 | Высоково         | деревня                      | ↘2        | Раменский      |
| 13 | Высочково        | деревня                      | →0        | Неверковский   |
| 14 | Голубково        | деревня                      | ↘1        | Вощажниковский |
| 15 | Голузино         | деревня                      | →0        | Раменский      |
| 16 | Денисьево        | деревня                      | ↗10       | Вощажниковский |
| 17 | Деревеньки       | деревня                      | ↘38       | Неверковский   |
| 18 | Душилово         | деревня                      | ↘5        | Вощажниковский |
| 19 | Дьяконцево       | деревня                      | ↗5        | Раменский      |
| 20 | Задубровье       | деревня                      | ↘3        | Вощажниковский |
| 21 | Закедье          | село                         | →0        | Вощажниковский |
| 22 | Звенячево        | село                         | →3        | Раменский      |
| 23 | Каликино         | деревня                      | →0        | Неверковский   |
| 24 | Камешково        | деревня                      | ↗15       | Неверковский   |
| 25 | Кедское          | деревня                      | →0        | Вощажниковский |
| 26 | Клинцево         | деревня                      | ↗23       | Неверковский   |
| 27 | Краснораменье    | деревня                      | →0        | Раменский      |
| 28 | Ларионцево       | деревня                      | ↘3        | Раменский      |
| 29 | Латка            | посёлок                      | ↗31       | Вощажниковский |
| 30 | Малахово         | село                         | ↘12       | Неверковский   |
| 31 | Марково          | село                         | →2        | Раменский      |
| 32 | Мартемьяново     | деревня                      | →7        | Раменский      |
| 33 | Мостищи          | посёлок                      | ↗22       | Неверковский   |
| 34 | Мясниково        | село                         | ↗8        | Неверковский   |
| 35 | Неверково        | село                         | ↘157      | Неверковский   |
| 36 | Никифорцево      | деревня                      | ↗7        | Вощажниковский |
| 37 | Никола-Березники | село                         | ↘1        | Вощажниковский |
| 38 | Никульское       | село                         | →0        | Неверковский   |
| 39 | Новинки          | деревня                      | ↗10       | Неверковский   |
| 40 | Пахомово         | деревня                      | ↗6        | Раменский      |
| 41 | Погорелка        | деревня                      | ↗542      | Неверковский   |
| 42 | Покровское       | село                         | ↘8        | Раменский      |
| 43 | Покромитово      | деревня                      | ↘2        | Раменский      |
| 44 | Поповка          | деревня                      | →0        | Неверковский   |
| 45 | Поповка          | деревня                      | →2        | Раменский      |
| 46 | Раменка          | деревня                      | →9        | Неверковский   |
| 47 | Раменье          | деревня                      | ↘17       | Раменский      |
| 48 | Ратышино         | деревня                      | →0        | Раменский      |
| 49 | Семеновское      | село                         | ↘3        | Вощажниковский |
| 50 | Сигорь           | деревня                      | ↘83       | Раменский      |
| 51 | Старово          | деревня                      | →0        | Раменский      |
| 52 | Стрелка          | деревня                      | ↘44       | Вощажниковский |
| 53 | Супорганово      | деревня                      | ↘2        | Раменский      |
| 54 | Тарасово         | деревня                      | ↘6        | Неверковский   |
| 55 | Труфанцево       | деревня                      | ↘2        | Раменский      |
| 56 | Тумаково         | деревня                      | ↗14       | Вощажниковский |
| 57 | Тчаново          | деревня                      | ↘0        | Раменский      |
| 58 | Уславцево        | село                         | ↘6        | Вощажниковский |
| 59 | Холманы          | деревня                      | →0        | Раменский      |
| 60 | Цымово           | деревня                      | →0        | Раменский      |
| 61 | Юренино          | деревня                      | →0        | Вощажниковский |
| 62 | Юркино           | деревня                      | ↘347      | Вощажниковский |

Законом Ярославской области от 26 декабря 2019 года была упразднена деревня Ревякино Раменского сельского округа.